# Putrescyna
Putrescyna, 1,4-diaminobutan – organiczny związek chemiczny, amina biogenna z grupy ptomain.
Putrescyna i kadaweryna zostały po raz pierwszy opisane przez lekarza Ludwiga Briegera w Berlinie w 1885 roku. Występuje w bardzo małych ilościach w moczu i ślinie, w której najwyższe stężenie osiąga zaraz po przebudzeniu.
Bierze udział w biosyntezie poliamin (spermidyny i sperminy).

## Powstawanie
Powstaje w wyniku rozpadu białek np. gnicia przy udziale bakterii beztlenowych. Odpowiada za nieprzyjemny zapach rozkładającej się materii organicznej (mięsa, tkanek, zwłok) oraz za nieświeży oddech.

## Biosynteza
W organizmach żywych putrescyna powstaje z L-argininy na dwóch ścieżkach: poprzez ornitynę lub agmatynę.

### Biosynteza przez ornitynę
Ścieżka ta jest powszechna w świecie żywym. L-Ornityna powstaje z L-argininy w wyniku hydrolizy katalizowanej przez arginazę (EC 3.5.3.1):
 + H
2O ⇌  + 
Ornityna ulega następnie dekarboksylacji katalizowanej przez dekarboksylazę ornityny (ODC, EC 4.1.1.17) w obecności fosforanu pirydoksalu:
 ⇌  + CO
2

### Biosynteza przez agmatynę
Drugą ścieżką syntezy putrescyny, dominującą u roślin wyższych i spotykaną też u niektórych bakterii, jest dekarboksylacja argininy do agmatyny, z udziałem dekarboksylazy argininy (ADC, EC 4.1.1.19):
 ⇌  + CO
2
Następnie deiminaza agmatyny (EC 3.5.3.12) przekształca agmatynę w N-karbamoiloputrescynę:
 + H
2O ⇌  + NH
3
Ostatnim etapem jest hydroliza grupy karbamoilowej przez amidazę N-karbamoiloputrescyny (EC 3.5.1.53):
 + H
2O ⇌  + CO
2 + NH
3
Agmatyna może też ulegać bezpośredniej hydrolizie do putrescyny i mocznika. Reakcję tę katalizuje agmantynaza (EC 3.5.3.11), enzym powszechnie występujący u różnych organizmów:
 + H
2O ⇌  + 

## Produkcja i zastosowanie
Putrescyna produkowana na skalę przemysłową jest surowcem do produkcji leków, środków ochrony roślin i polimerów. Reaguje z kwasem adypinowym do poliamidu nylon-4,6, który jest wprowadzony do obrotu przez koncern DSM pod nazwą handlową Stanyl.